# 舊古塔 (埃米利奇涅區)
50°41′19″N 27°49′28″E / 50.68861°N 27.82444°E
舊古塔（烏克蘭語：Стара Гута），是烏克蘭北部的村莊，隸屬日托米爾州的茲維亞赫爾區。該村面積0.23平方公里，海拔高度218米，2001年人口36，人口密度每平方公里158.59人。